# Desio
Desio (lombardul: Desi) település Olaszországban, Lombardia régióban, Monza e Brianza megyében. Lakosainak száma 41 463 fő (2023. január 1.). Desio Cesano Maderno, Lissone, Muggiò, Seregno, Varedo, Bovisio-Masciago és Nova Milanese községekkel határos.

## Népesség
A település lakossága az elmúlt években az alábbi módon változott:
| Lakosok száma | 41 530 | 42 031 | 42 079 | 41 463 |
|               | 2013   | 2017   | 2018   | 2023   |